# Alemania en la Copa Mundial de Fútbol de 1934
La Selección de fútbol de Alemania fue una de las 16 participantes en la Copa Mundial de Fútbol de 1934, que se realizó en Italia. Logró llegar a semifinales en donde fue derrotada 1:3 por Checoslovaquia. Y más tarde venció a su rival Austria 3:2 por el tercer puesto del mundial.

## Clasificación

### Grupo 8
| Equipo     | Pts | PJ | PG | PE | PP | GF | GC | Dif |
| ---------- | --- | -- | -- | -- | -- | -- | -- | --- |
| Alemania   | 2   | 1  | 1  | 0  | 0  | 9  | 1  | 8   |
| Francia    | 2   | 1  | 1  | 0  | 0  | 6  | 1  | 5   |
| Luxemburgo | 0   | 2  | 0  | 0  | 2  | 2  | 15 | -13 |

| Fecha               | Lugar      |            |                       | Resultado |                     |          |
| ------------------- | ---------- | ---------- | --------------------- | --------- | ------------------- | -------- |
| 11 de marzo de 1934 | Luxemburgo | Luxemburgo | Bandera de Luxemburgo | 1:9 (1:2) | Bandera de Alemania | Alemania |

### Goleadores
| Jugador           | Goles | Minutos | PJ |
| Josef Rasselnberg | 4     | 90      | 1  |
| ----------------- | ----- | ------- | -- |
| Karl Hohmann      | 3     | 90      | 1  |
| Ernst Albrecht    | 1     | 90      | 1  |
| Willi Wigold      | 1     | 90      | 1  |

## Jugadores
| #     | Nombre               | Posición      | Edad      | Club                |
| ----- | -------------------- | ------------- | --------- | ------------------- |
|       | Ernst Albrecht       | Mediocampista | 26        | Fortuna Düsseldorf  |
|       | Jakob Bender         | Delantero     | 24        | Fortuna Düsseldorf  |
|       | Fritz Buchloh        | Portero       | 24        | Speldorf            |
|       | Willy Busch          | Defensa       | 27        | TuS Duisburg        |
|       | Edmund Conen         | Delantero     | 19        | Saarbrücken         |
|       | Franz Dienert        | Delantero     | 34        | Mühlburg            |
|       | Rudolf Gramlich      | Mediocampista | 25        | Eintracht Frankfurt |
|       | Sigmund Haringer     | Defensa       | 25        | Bayern de Múnich    |
|       | Matthias Heidemann   | Delantero     | 22        | Bonn                |
|       | Karl Hohmann         | Delantero     | 25        | Benrath             |
|       | Hans Jakob           | Portero       | 25        | Jahn Regensburg     |
|       | Paul Janes           | Mediocampista | 22        | Fortuna Düsseldorf  |
|       | Stanislaus Kobierski | Delantero     | 23        | Fortuna Düsseldorf  |
|       | Willibald Kreß       | Portero       | 27        | Dresdner SC         |
|       | Ernst Lehner         | Delantero     | 21        | Schwaben Augsburg   |
|       | Reinhold Münzenberg  | Mediocampista | 25        | Alemannia Aachen    |
|       | Rudolf Noack         | Delantero     | 21        | Hamburgo            |
|       | Hans Schwartz        | Defensa       | 21        | Victoria Hamburg    |
|       | Otto Siffling        | Delantero     | 21        | Waldhof Mannheim    |
|       | Josef Streb          | Delantero     | 22        | Wacker München      |
|       | Fritz Szepan         | Mediocampista | 26        | Schalke             |
|       | Paul Zielinski       | Mediocampista | 22        | Union Hamborn       |
| D. T. | Otto Nerz            | Otto Nerz     | Otto Nerz | Otto Nerz           |

## Participación

### Octavos de final
| 27 de mayo de 1934, 16:30 | Alemania                                         | 5:2 (1:2) | Bélgica          | Stadio Giovanni Berta, Florencia                           |                                                            |
|                           | Kobierski 25' · Siffling 49' · Conen 66' 70' 87' | Reporte   | Voorhoof 29' 43' | Asistencia: 8000 espectadores Árbitro(s): Francesco Mattea | Asistencia: 8000 espectadores Árbitro(s): Francesco Mattea |

### Cuartos de final
| 31 de mayo de 1934, 16:30 | Alemania        | 2:1 (0:0) | Suecia     | Estadio San Siro, Milán                                      |                                                              |
|                           | Hohmann 60' 63' | Reporte   | Dunker 82' | Asistencia: 3000 espectadores Árbitro(s): Rinaldo Barlassina | Asistencia: 3000 espectadores Árbitro(s): Rinaldo Barlassina |

### Semifinales
| 3 de junio de 1934, 16:30 | Checoslovaquia      | 3:1 (1:0) | Alemania  | Stadio Nazionale PNF, Roma                                     |                                                                |
|                           | Nejedlý 21' 69' 80' | Reporte   | Noack 62' | Asistencia: 15 000 espectadores Árbitro(s): Rinaldo Barlassina | Asistencia: 15 000 espectadores Árbitro(s): Rinaldo Barlassina |

### Tercer lugar
| 7 de junio de 1934, 18:00                                               | Alemania                  | 3:2 (3:1) | Austria                 | Stadio Giorgio Ascarelli, Nápoles                        |                                                          |
|                                                                         | Lehner 1' 42' · Conen 27' | Reporte   | Horvath 28' · Sesta 54' | Asistencia: 7000 espectadores Árbitro(s): Albino Carraro | Asistencia: 7000 espectadores Árbitro(s): Albino Carraro |
| Alemania se convierte en el primer debutante en quedar en tercer lugar. |                           |           |                         |                                                          |                                                          |

## Estadísticas
| Equipo | Equipo         | Pts | PJ | PG | PE | PP | GF | GC | Dif | Rend |
| ------ | -------------- | --- | -- | -- | -- | -- | -- | -- | --- | ---- |
| 1      | Italia         | 9   | 5  | 4  | 1  | 0  | 12 | 3  | 9   | 90%  |
| 2      | Checoslovaquia | 6   | 4  | 3  | 0  | 1  | 9  | 6  | 3   | 75%  |
| 3      | Alemania       | 6   | 4  | 3  | 0  | 1  | 11 | 8  | 3   | 75%  |

### Goleadores
| Jugador              | Goles | PJ |
| Edmund Conen         | 4     | 4  |
| -------------------- | ----- | -- |
| Karl Hohmann         | 2     | 2  |
| Ernest Lehner        | 2     | 4  |
| Rudolf Noack         | 1     | 1  |
| Stanislaus Kobierski | 1     | 3  |
| Otto Siffling        | 1     | 4  |